# Weg in die Wildnis
Weg in die Wildnis (englischer Originaltitel: Lonesome Dove) ist ein 1985 erschienener Roman von Larry McMurtry, der 1986 mit dem Pulitzer-Preis ausgezeichnet wurde. Es ist der zuerst erschienene, aber chronologisch dritte Roman der Lonesome Dove-Tetralogie.
Der Roman wurde 1989 unter dem Titel Weg in die Wildnis - Lonesome Dove (auch:  Der Ruf des Adlers) als vierteilige Fernsehserie verfilmt. Die Hauptrollen spielten Robert Duvall, Tommy Lee Jones, Diane Lane und Anjelica Huston.

## Handlung
Der Roman ist in drei Teile gegliedert.

### Teil eins
Die ehemaligen Südstaatenoffiziere und Indianerkämpfer Augustus McCrae („Gus“) und Woodrow Call („Call“) haben sich in Lonesome Dove, einer kleinen Stadt in Südtexas zur Ruhe gesetzt. Sie betreiben einen Pferdeverleih und Pferdehandel und langweilen sich. Während Call sich ständig zu beschäftigen versucht, verbringt Gus seine Zeit mit Reden und Trinken und gelegentlichen Besuchen im Saloon Dry Bean, wo Lorena Wood als Prostituierte arbeitet. Den Haushalt von Call und Gus führt der ehemalige mexikanische Bandit Bolivar, und bei der Farmarbeit helfen ihnen der Waisenjunge Newt und die ehemaligen Soldaten Pea Eye und Deets. Bald stoßen der Abenteurer Jake Spoon und der Cowboy Dish zu ihnen.
Dish hält sich länger, als er eigentlich vorhatte, in Lonesome Dove auf, weil er sich in Lorena verliebt hat, die auch von Newt heimlich verehrt wird. Spoon, auf der Flucht vor einem Sheriff (er hat aus Versehen einen Zahnarzt erschossen), erzählt von seinen Reisen und vor allem von Montana, wo es noch freies Land zu gewinnen gäbe und auch noch Indianer zu bekämpfen seien. So reift in Call langsam der Gedanke, eine Herde zusammenzustellen und diese mit den Leuten, die sich auf der Ranch befinden, nach Montana zu treiben, um sie dort zu verkaufen und sich niederzulassen. Er und die Männer machen sich mit Lorena auf die dreitausend Meilen weite Reise. Gus hat von vornherein die Absicht, den Trail unterwegs zu verlassen, um seine Jugendliebe Clara aufzusuchen.

### Teil zwei
Sheriff July Johnson in Fort Smith macht sich auf den Weg, um Jake Spoon zu fangen. Unterwegs erreicht ihn aber die Nachricht, dass seine Frau Elmira seine Abwesenheit nutzte, um ihn auf einem Whiskyschiff zu verlassen. Verzweifelt über diese Nachricht bricht er die Suche nach Jake ab und sucht stattdessen seine Frau. Begleitet wird er von seinem Hilfssheriff und Elmiras Sohn aus erster Ehe, Joe. Beide werden von einem Indianer namens Blue Duck ermordet.
Jake hat sich vom Trail entfernt, um in einer Stadt Karten zu spielen. Da er den Anschluss nicht mehr findet, schließt er sich einer Gruppe von Banditen an. Bald ist er eher ihr Gefangener als Gefährte; es ist ihm nicht möglich, etwas gegen ihre Morde an unschuldigen Siedlern und Reisenden zu unternehmen. Schließlich ermorden sie auch den Pferdehändler Wilbarger, der mit Gus und Call befreundet war.
Lorena wird von Blue Duck entführt und an andere Indianer verkauft, die sie vergewaltigen. Gus gelingt es, sie zu befreien. Als er und Call vom Tod Wilbargers hören, machen sie sich auf, um die Mörder zu fassen. Es gelingt ihnen die Bande zu überrumpeln. Sie entwaffnen sie und hängen alle, auch ihren Freund Jake.

### Teil drei
Elmira ist schwanger und mit zwei Büffeljägern, die sie auf dem Whiskyschiff kennengelernt hatte, auf dem Weg in eine Stadt, in der sie ihren ersten Mann Dee Boot wiederzutreffen hofft, der als Pistolero bekannt ist. Unterwegs trifft sie auf Clara, auf deren Farm sie das Kind entbindet und zurücklässt, während sie weiterzieht. In Ogallala findet sie Boot, der jedoch im Gefängnis sitzt und auf seine Hinrichtung wartet, da er einen Jungen erschossen hat. July kommt auf dem Weg nach Ogallala ebenfalls an Claras Farm vorbei und erfährt, dass Elmira ebenfalls hier war und dass das Kind von ihm ist. Er findet Elmira in Ogallala, sie flieht aber erneut vor ihm mit einem der Büffeljäger und wird in der Wüste von Indianern ermordet. July beschließt, bei Clara zu bleiben. 
Gus besucht Clara zusammen mit Lorena und erneuert seine Freundschaft mit ihr. Lorena bleibt bei Clara und führt ihr den Haushalt, während Gus mit der Herde nach Montana weiter zieht. Schließlich überschreiten sie den Yellowstone River. Gus wird jedoch auf einem Erkundungsritt bei einem Indianerangriff so schwer verletzt, dass er trotz Amputation eines Beines stirbt. Er vermacht testamentarisch Lorena seinen Anteil an der Herde und bittet sterbend Call, seinen Leichnam von Montana nach Texas zu bringen und dort zu beerdigen, wo er früher oft mit Clara gesessen sei. Call verspricht ihm das. Call verliert das Interesse an seinem Unternehmen, verabschiedet sich von seinen Männern und macht sich auf, Clara und Lorena die zwei Briefe zu überbringen, die Gus ihnen geschrieben hat. Clara wirft ihm vor, dass er ein Versager sei, da er nie den Mut hatte, Newt zu sagen, dass er sein Vater ist. 
July hält vergeblich um die Hand Claras an und Dish wirbt vergeblich um Lorena, die nur um Gus trauert. Call wird auf dem Weg nach Texas in einer kleinen Stadt Zeuge, wie Blue Duck hingerichtet wird. In Texas angekommen, bestattet er Gus wie versprochen. Dann kehrt er nach Lonesome Dove zurück, wo der alte Bolivar alleine in der verfallenen Ranch lebt. Der Roman endet damit, dass Bolivar Call erzählt, warum es den Saloon nicht mehr gibt. Sein Besitzer hat ihn niedergebrannt aus Verzweiflung darüber, dass Lorena, die er heimlich geliebt hatte, ihn verlassen hatte. Dabei war er selbst ums Leben gekommen.
Der umfangreiche Roman (735 Seiten in der Goldmann Taschenbuchausgabe) entwickelt im Stil eines Liebes- und Abenteuerromans ein breit angelegtes Bild des amerikanischen Westens in der zweiten Hälfte des 19. Jahrhunderts.

## Ausgabe
- Larry McMurty: Weg in die Wildnis. Goldmann Verlag, München 1990, ISBN 3-442-41343-5